# Елиїв Ярослав
Яросла́в Ели́їв (12 грудня 1907, Копичинці — 26 листопада 1996, Торонто) — священик УГКЦ, мистецтвознавець, філателіст, писанкар, меценат, етнограф, лірник.

## Життєпис
У 1927 році Ярослав Елиїв закінчив навчання у Львові українську академічну гімназію, а у 1932 році — Львівську богословську академію. Висвячений на священика 15 лютого 1934 року.
Душпастирював у селах Милятин, Бартатів і Ставки на Львівщині (1933—1944), містах Бремен, Мюнстер, Оснабрюк у Німеччині (1944—1947).
У 1947 виїхав до Канади. Душпастирював у Форт-Вільямі (1948—1952), Коністоні (1955—1957), а в Торонто також як літограф. Став одним із фундаторів Енциклопедії українознавства. Колекціонер народного мистецтва, зокрема писанок.
Помер 26 листопада 1996 року. Похоронні богослужіння відбулись 28 листопада за участі владики Ісидора Борецького. Похований на цвинтарі «Парк Лан» у Торонто.